# Pułtusk
Pułtusk (udtale: Poow-toosk [ˈpuu̯tusk])  er en by og en kommune (Gmina) der ligger i det østlige, centrale Polen, i den centrale del af voivodskabet Masovien (Województwo mazowieckie) og har 19.327(2021) indbyggere og et areal på	22,83 km². Den er en del af powiatet (amt) Pułtusk.

## Historie
Byen har eksisteret siden  det 10. århundrede. I middelalderen var slottet i Pułtusk et af de vigtigste defensive forter i det nordlige Masovien mod angreb fra gammelpreussere og litauere.
Pułtusk fik stadsrettigheder fra hertug Siemowit 1. af Masovien i 1257. Gennem det 15. og 17. århundrede var bebyggelsen et betydeligt økonomisk centrum for Masovien. Den gunstige geografiske placering af byen ved floden Narew, ad hvilken der blev transporteret varer til havnen i Gdańsk ved Østersøen, bidrog til byens betydning. Pułtusk var også stedet for bemærkelsesværdige begivenheder, såsom Slaget ved Pułtusk i 1806 under Napoleonskrigene, og verdens største meteoritregn til dato i 1868, blandt andre.
- Bebudelsesbasilikaen
- Polonia slot
- Sankt Peter og Paulus kirke
- Helligkors kirke